# Петвиашвили, Русудан Вахтанговна
Русудан Вахтанговна Петвиашвили (груз. რუსუდან ფეტვიაშვილი; род. 25 января 1968, Тбилиси, Грузия) — грузинская художница-график, создает картины в уникальной технике: весь рисунок исполняется без отрыва от листа, в одно касание.
Петвиашвили живёт в Тбилиси, несколько месяцев в году работает в Берлине, Женеве и Париже, где у неё мастерская.

## Детство и семья
Русудан Петвиашвили родилась в Тбилиси 25 января 1968 года в творческой семье. Отец — скульптор, мать — поэт, драматург, хорошо рисует.
Талант художницы проявился в раннем детстве. Петвиашвили начала рисовать, когда ей исполнилось полтора года. Родители Русудан старались сохранить самобытность её таланта, не подавляли его, не пытались втиснуть индивидуальность девочки в определённые формы . Будучи ребёнком, Русудан могла взять уголь или карандаш и начать рисовать прямо на стенах квартиры.
Предки Русудан по отцовской линии были физиками. Бабушка художницы возглавляла отделение Института геофизики Академии наук Грузинской ССР, она — один из основателей Грузинской национальной астрофизической обсерватории. Дядя художницы Владимир Иосифович Петвиашвили — знаменитый физик, соавтор уравнения Кадомцева-Петвиашвили, лауреат премии имени И. В. Курчатова.
С материнской стороны 17 поколений семьи Русудан Петвиашвили были духовными лидерами (священниками).
В семье Русудан старшая из пятерых детей. Две её сестры и два брата также связали свою жизнь с творчеством: Мариам — художница, работает с шерстью; Саломе закончила Тбилисскую государственную художественную академию по специальности «художник-модельер»; Георгий занимается организацией выставок Русудан; Димитрий, как и отец, — скульптор.
В 1990 году Русудан вышла замуж за руководителя Тбилисского государственного театра кукол Теймураза Бадриашвили.

## Первые персональные выставки
Первая персональная выставка Русудан состоялась в Тбилиси, когда художнице было шесть лет. На экспозиции были представлены около 100 работ, созданных в уникальной технике: нанесение рисунка без отрыва от листа. В 1977-м и 1981-м состоялись две персональные выставки художницы в Москве. В возрасте 14 лет Русудан уже представляла свои работы в разных городах Франции, в том числе в Париже.

## Встреча с Маргарет Тэтчер
В марте 1987 года состоялся первый за 12 лет официальный визит Маргарет Тэтчер в СССР. Глава британского правительства изъявила желание кроме Москвы увидеть и другие города Союза, остановив свой выбор на Тбилиси. В Грузии политик посетила Государственный музей искусств, провела переговоры с правительством, совершила прогулку по старому городу, а также встретилась с Русудан Петвиашвили, которая подарила Тэтчер одну из своих работ.

## Период обучения в Тбилисской государственной художественной академии
Русудан Петвиашвили закончила Тбилисскую государственную художественную академию, в которую её приняли без экзаменов. В студенческие годы художница создала целый ряд знаковых работ, с её иллюстрациями вышли многие книги, в том числе «Грузинские народные сказки» и «Витязь в тигровой шкуре» Шота Руставели (при совместном издании Москва-Париж), которая стала её дипломной работой.

## Работа над иллюстрациями кЕвангелию
С благословения Католикос-Патриарха всея Грузии Илии II группа теологов, богословов и художников приступила к созданию самой большой рукописной Библии на древнегрузинском языке.
Работа над миниатюрами к Евангелию от Матфея заняла у Русудан, возглавившей группу художников, почти три года.
Сегодня стокилограммовая Библия, выполненная на пергаменте из телячьей кожи, выставлена в Соборе Святой Троицы в Тбилиси.

## Значение и признание

### Музеи
Работы Русудан Петвиашвили можно увидеть: 
- Государственном музее искусств Грузии (Тбилиси).
- Батумском государственном музее искусств.
- Галерее изобразительного искусства им. Давида Какабадзе.
- Музее искусств Аджарии.

### Признание
Живопись Петвиашвили хранится в семейных коллекциях политических лидеров Джорджа Буша, Эдуарда Шеварднадзе, Ильхама Алиева, Маргарет Тэтчер, писателя и сценариста Тонино Гуэрры, дипломатов Ричарда Майлса и Фабрицио Романо, а также в Центральном офисе Всемирного банка.
Картины Русудан Петриашвили украшают президентский дворец Грузии, она — любимая художница Михаила Саакашвили.
«Творчество Русико лично меня приводит в очень хорошее настроение, — сказал Михаил Саакашвили. — Может быть, кто-то считает, что искусство должно быть трагическим, но я так не думаю. На всех этих работах изображена борьба добра со злом, в которой всегда побеждает добро».
В 1981 году в Сент-Йоре (Франция) состоялась научная конференция, призванная объяснить феномен живописи Русудан Петвиашвили.
Петвиашвили включена в книгу «2000 выдающихся людей XX века», изданную Кембриджским Биографическим Центром (Великобритания).
С 2005 года Русудан занимает пост советника в Международном благотворительном фонде Католикоса-Патриарха Грузии «Возрождение и развитие духовности, культуры и науки», который учредил Католикос-Патриарх всея Грузии Илия ІІ.

## Техника
Все работы Русудан Петвиашвили выполнены в одной технике: рисунок нанесен без отрыва от листа, в одно касание.
Первые работы Русудан были выполнены карандашом и фломастером. С восьми лет художница начала рисовать пером и чёрной тушью, а с десяти — тонкой кистью и тушью.
Русудан Петвиашвили всегда стремилась создавать картины большого формата, поэтому искала идеальный материал, который не был бы ограничен в размере, как, например, бумага. Таким материалом оказался шелк.

## Награды и премии
- Золотая медаль и Диплом первой степени на 8-й Республиканской юношеской олимпиаде искусств (1975).
- Золотая медаль и Диплом первой степени на 10-й Республиканской юношеской олимпиаде искусств (1981).
- Золотая медаль и Диплом первой степени на 11-й Республиканской юношеской олимпиаде искусств (1983).
- Лауреат комсомольской премии за иллюстрацию книг «Витязь в тигровой шкуре» Шота Руставели и «Грузинские сказки» (1985).
- Интернациональная премия «Посол мира» (2005).
- «Орден Почёта» Грузинской республики (2008).
- Президентский орден «Сияние» (2011).

## Персональные выставки
- Тбилиси (Галерея детского искусства) — 1974.
- Москва (Дворец дружбы, Дом журналиста) — 1977.
- Москва (Постоянное представительство Грузии) — 1981.
- Тбилиси (Галерея детского искусства) — 1982.
- Франция, разные города (Дни грузинкой культуры) — 1982—1983.
- Париж, Франция (Дни грузинкой культуры) — 1983.
- Будапешт, Венгрия (Государственная галерея) — 1984.
- Тбилиси (Дом художника) — 1984.
- Мадрид, Испания (Дни грузинской культуры) — 1985.
- Москва (ХІІ Всемирный фестиваль молодежи и студентов) — 1985.
- Биберах, Германия (Braith-Mali-Museum) — 1986.
- Кутаиси, Грузия (Государственная галерея) — 1987.
- Лондон, Великобритания (Roy Mails, Fine Paintings) — 1988.
- Дижон, Франция (Всемирная промышленная выставка, павильон Грузии) — 1996.
- Тбилиси (Национальная галерея) — 1997.
- Батуми, Грузия (Государственная галерея) — 2002.
- Боржоми, Грузия (Международный фестиваль искусства) — 2002.
- Айсберген, Германия (Галерея Spiegel) — 2005.
- Коэсфельд, Германия (Munsterlandfestival-Part 1) — 2005.
- Бассано-дель-Граппа, Италия (Галерея Palazzo Bonaguro) — 2006.
- Берлин, Германия (Выставочный зал Buse Heberer Fromm) — 2006.
- Минден, Германия (Галерея Spiegel) — 2007.
- Минден (Галерея Spiegel) — 2009.
- Женева, Швейцария (Выставочный зал UN) — 2010.
- Женева (Галерея Daniel Besseiche) — 2010.